# Cascada de Gujuli
La cascada de Gujuli (o Goiuri) es un salto vertical de más de 100 m de altura que tiene el arroyo Oiardo cerca de la localidad de Gujuli, en el municipio de Urcabustaiz en la provincia de Álava (España), unos 30 km al noroeste de Vitoria, en la carretera que une Orduña con Murguía.
El nombre de Gujuli/Goiuri proviene del euskera y significa lugar alto o lugar elevado. Puede considerarse como el mayor salto de agua de la zona norte peninsular.
Al mirador, habilitado en la margen derecha del río, desde el que se puede observar la cascada se accede por un camino perfectamente marcado que sale a la derecha de la carretera A-2521 antes de llegar a Gujuli, en dirección a Orduña si vas desde Izarra o Vitoria-Gasteiz y al contrario si vienes desde Orduña dirección Izarra. El paseo es de unos 15 minutos y de fácil acceso.
Su entorno está rodeado de bosque de hayas, robles y avellanos y praderas con ganado vacuno y ovino. Es hábitat, asimismo, de numerosas aves rapaces.
El caudal de la cascada es prácticamente nulo durante el verano, siendo las mejores épocas para disfrutar de ella la primavera y el otoño. El arroyo Oiardo es afluente del río Altube, que a su vez desemboca en el río Nervión.

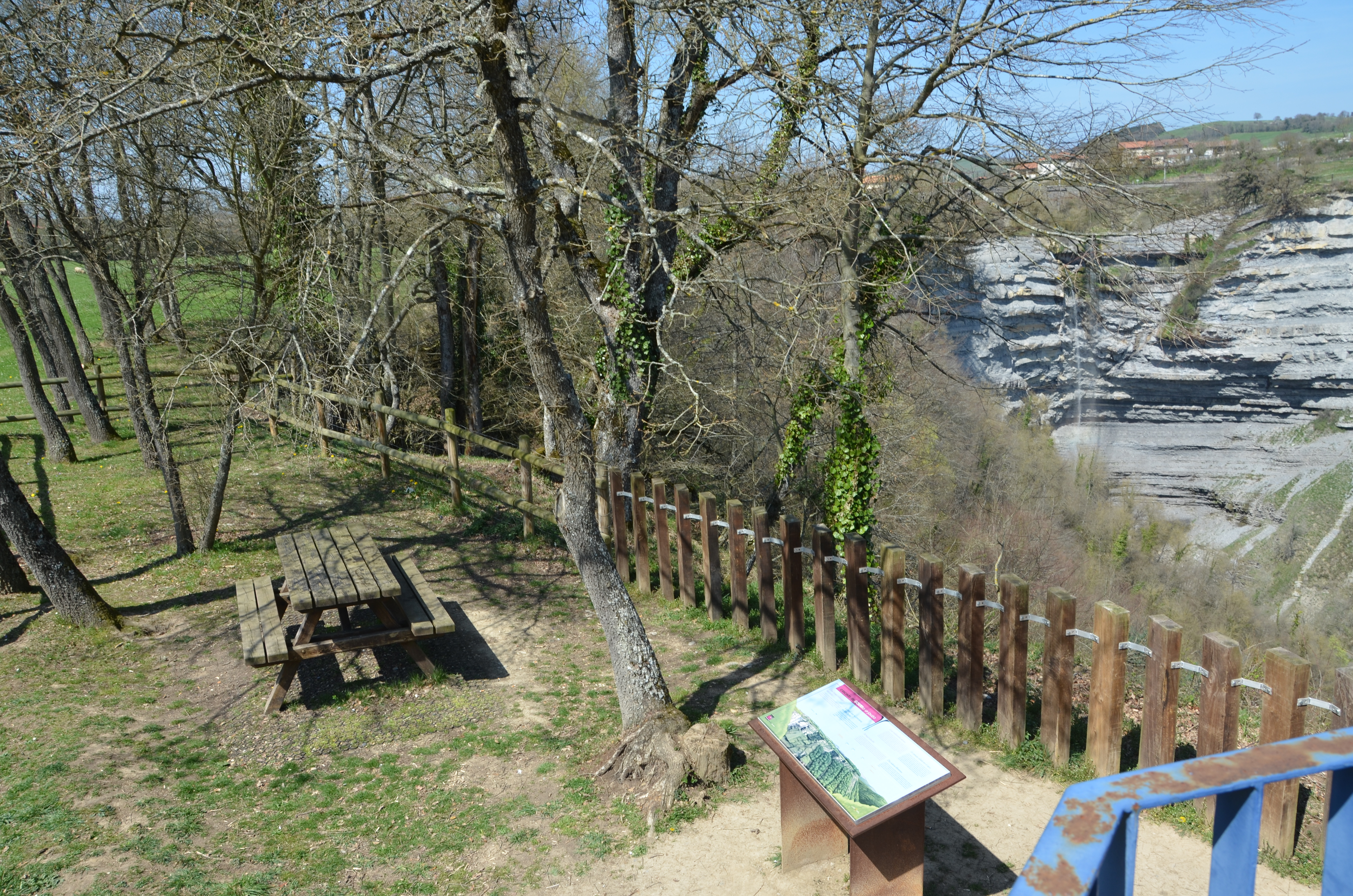
Zona del mirador de la cascada

La cascada está catalogada en el inventario de lugares de interés geológico de la comunidad autónoma del País Vasco.